# El Barraco
El Barraco  és un municipi de la província d'Àvila, a la comunitat autònoma de Castella i Lleó.

## Personatges il·lustres
- Carlos Sastre (1975), ciclista guanyador del Tour de França 2008.
- Víctor Sastre (1943), fundador i director de la Fundació Provincial Esportiva Víctor Sastre i pare de Carlos Sastre.
- José María Jiménez Sastre (1971 - 2003), ciclista.
- Ángel Arroyo (1957), ciclista.
- Aureo Herrero (1904 - 1995), guitarrista i compositor.